# Louis Jean Plaideux
Louis Jean Plaideux, né le 25 novembre 1768 à Lamblore et mort le 12 mai 1827 à Paris, est un général de brigade de la Révolution française.

## États de service
Il entre en service en 1786, comme soldat dans le régiment des Gardes françaises, puis il sert ensuite dans la Garde parisienne soldée. Il est nommé capitaine le 23 septembre 1792, dans le 10e bataillon de volontaires de Paris.
Il passe adjudant-général chef de bataillon le 30 juillet 1793, et adjudant-général chef de brigade en septembre 1793.
Il est promu général de brigade le 19 mars 1794, et il est employé à l’armée du Nord. Il est réformé en 1795, et mis au traitement de réforme avec le grade de capitaine en 1799.
Il est admis en retraite en 1811.
Il meurt en 1827 à Paris, en la maison de santé du docteur Antoine Dubois.

## Sources
- (en) « Generals Who Served in the French Army during the Period 1789 - 1814: Eberle to Exelmans »
- Charles-Louis Chassin et Léon Hennet, Les volontaires nationaux pendant la Révolution, imprimerie Jouaust, Paris, 1902, 828 p. (lire en ligne), p. 126.
- Georges Six, Dictionnaire biographique des généraux et amiraux français de la Révolution et de l’Empire (1792-1814), Paris, Georges Saffroy, t.2, 1934, p. 318.